# Benedikt Bachmeier

Benedikt Bachmeier (1920)

Benedikt Bachmeier (* 14. Mai 1887 in Mitterhaarbach; † 21. Juni 1970 in Leoprechting) war ein deutscher Politiker des Bayerischen Bauernbundes.

## Leben und Beruf
Bachmeier, der römisch-katholischen Glaubens war, besuchte zunächst die Volksschule und anschließend bis 1903 eine Feiertagsschule. Neben einer praktischen landwirtschaftlichen Ausbildung absolvierte er 1907/08 und 1911/12 jeweils die landwirtschaftliche Winterschule in Pfarrkirchen.

## Abgeordneter
Bachmeier gehörte seit dem 24. Februar 1919, als er für Wilhelm Männer nachrückte, der Weimarer Nationalversammlung an. Anschließend war er bis 1928 Reichstagsabgeordneter. Sein Vater, der ebenfalls Benedikt hieß, war von 1893 bis 1907 Mitglied des Reichstages.